# Габріеле Пін
Габріеле Пін (італ. Gabriele Pin, нар. 21 січня 1962, Вітторіо-Венето) — італійський футболіст, що грав на позиції опорного півзахисника, зокрема за «Ювентус», «Лаціо» та «Парму».
По завершенні ігрової кар'єри — тренер. З 2022 року входить до тренерського штабу клубу «Аль-Іттіхад» (Кальба).

## Ігрова кар'єра
Народився 21 січня 1962 року в місті Вітторіо-Венето. Вихованець футбольної школи «Ювентуса». Дорослу футбольну кар'єру розпочав в сезоні 1979/80 в основній команді того ж клубу. Наступного року команда виборола титул чемпіонів Італії, проте Пін жодної гри за неї того сезону не провів.
Згодом з 1981 по 1983 рік провів по одному сезону в орендах у третьолігових «Санремезе» і «Форлі», після чого уклав повноцінних контракт із «Пармою», на той час також представника Серії C1, де став ключовою фігурою у півзахисті команди. За рік допоміг їй підвищитися у класі до другого італійського дивізіону, а ще за рік отримав пропозицію повернутися до рідного «Ювентуса». У сезоні 1985/86 регулярно отримував ігровий час і допоміг «б'янконері» здобити свій черговий титул чемпіонів Італії.
Утім відразу є після цього тріумфу, влітку 1986 року, перейшов до «Лаціо», на той час команди Серії B. У першому сезоні після приходу Піна римська команда ледве зберегла місце у другому дивізіоні, утім вже за рік здобула право повернутися до елітної Серії A, на рівні якої півзахисник захищав кольори «біло-блакитних» ще протягом чотирьох сезонів.
1992 року повернувся до «Парми», яка за роки його відсутності перктворилася на одного з лідерів італійського футболу. Провів у складі цієї команди наступні чотири сезони, здебільшого як основний опорний півзахисник. За цей час додав до переліку своїх трофеїв титул володаря Кубка володарів кубків УЄФА, Суперкубка УЄФА та Кубка УЄФА.
Завершив ігрову кар'єру у команді «П'яченца», за яку виступав протягом 1996—1997 років.

## Кар'єра тренера
Невдовзі після завершення ігрової кар'єри повернувся до «Парми», де 1999 року почав працювати з командою дублерів.
2002 року на тренерський місток «Парми» прийшов Чезаре Пранделлі, з яким Пін грав свого часу в «Ювентусі» і який запропонував йому стати своїм асистентом.
Протягом наступних 20 років допомогав Пранделлі, який за цей період встиг попрацювати на чолі тренерських штабів «Роми», «Фіорентини», національної збірної Італії, турецького «Галатасарая», іспанської «Валенсії», еміратського «Аль-Насра» (Дубай) та «Дженоа».
2021 року Чезаре Пранделлі вирішив взяти паузу у тренерській роботі, тож Пін погодився стати асистентом іранського спеціаліста Фархада Маджіді у тренерського штабі «Естеглала». Наступного року попрямував за Маджіді до еміратського «Аль-Іттіхада» (Кальба).

## Статистика виступів

### Статистика клубних виступів
| Сезон               | Команда             | Чемпіонат           | Чемпіонат | Чемпіонат | Національний кубок | Національний кубок | Національний кубок | Континентальні кубки | Континентальні кубки | Континентальні кубки | Інші змагання | Інші змагання | Інші змагання | Усього | Усього |
| Сезон               | Команда             | Ліга                | Ігор      | Голів     | Ліга               | Ігор               | Голів              | Ліга                 | Ігор                 | Голів                | Ліга          | Ігор          | Голів         | Ігор   | Голів  |
| ------------------- | ------------------- | ------------------- | --------- | --------- | ------------------ | ------------------ | ------------------ | -------------------- | -------------------- | -------------------- | ------------- | ------------- | ------------- | ------ | ------ |
| 1979–80             | «Ювентус»           | A                   | 1         | 0         | КІ                 | 0                  | 0                  | КВК                  | 0                    | 0                    | -             | -             | -             | 1      | 0      |
| 1980–81             | «Ювентус»           | A                   | 0         | 0         | КІ                 | 0                  | 0                  | КУЄФА                | 0                    | 0                    | -             | -             | -             | 0      | 0      |
| 1981–82             | «Санремезе»         | C1                  | 22        | 1         | КІ-C               | ?                  | ?                  | -                    | -                    | -                    | -             | -             | -             | 22+    | 1+     |
| 1982–83             | «Форлі»             | C1                  | 22        | 5         | КІ-C               | ?                  | ?                  | -                    | -                    | -                    | -             | -             | -             | 22+    | 5+     |
| 1983–84             | «Парма»             | C1                  | 29        | 6         | КІ+КІ-C            | 4+?                | 0+?                | -                    | -                    | -                    | -             | -             | -             | 33+    | 6+     |
| 1984–85             | «Парма»             | B                   | 38        | 1         | КІ                 | 5                  | 1                  | -                    | -                    | -                    | -             | -             | -             | 43     | 2      |
| 1985–86             | «Ювентус»           | A                   | 21        | 1         | КІ                 | 7                  | 1                  | КЧ                   | 4                    | 1                    | МКК           | 0             | 0             | 32     | 3      |
| Усього за «Ювентус» | Усього за «Ювентус» | Усього за «Ювентус» | 22        | 1         |                    | 7                  | 1                  |                      | 4                    | 1                    |               | 0             | 0             | 33     | 3      |
| 1986–87             | «Лаціо»             | B                   | 38+2      | 2+0       | КІ                 | 5                  | 0                  | -                    | -                    | -                    | -             | -             | -             | 45     | 2      |
| 1987–88             | «Лаціо»             | B                   | 36        | 2         | КІ                 | 5                  | 0                  | -                    | -                    | -                    | -             | -             | -             | 41     | 2      |
| 1988–89             | «Лаціо»             | A                   | 27        | 2         | КІ                 | 9                  | 1                  | -                    | -                    | -                    | -             | -             | -             | 36     | 3      |
| 1989–90             | «Лаціо»             | A                   | 31        | 6         | КІ                 | 2                  | 0                  | -                    | -                    | -                    | -             | -             | -             | 33     | 6      |
| 1990–91             | «Лаціо»             | A                   | 32        | 2         | КІ                 | 2                  | 0                  | -                    | -                    | -                    | -             | -             | -             | 34     | 2      |
| 1991–92             | «Лаціо»             | A                   | 32        | 1         | КІ                 | 4                  | 0                  | -                    | -                    | -                    | -             | -             | -             | 36     | 1      |
| Усього за «Лаціо»   | Усього за «Лаціо»   | Усього за «Лаціо»   | 196+2     | 15        |                    | 27                 | 1                  |                      | -                    | -                    |               | -             | -             | 225    | 16     |
| 1992–93             | «Парма»             | A                   | 33        | 0         | КІ                 | 5                  | 0                  | КВК                  | 9                    | 0                    | СІ            | 1             | 0             | 48     | 0      |
| 1993–94             | «Парма»             | A                   | 22        | 0         | КІ                 | 8                  | 0                  | КВК                  | 7                    | 0                    | СУ            | 2             | 0             | 39     | 0      |
| 1994–95             | «Парма»             | A                   | 23        | 1         | КІ                 | 8                  | 0                  | КУЄФА                | 10                   | 0                    | -             | -             | -             | 41     | 1      |
| 1995–96             | «Парма»             | A                   | 20        | 1         | КІ                 | 0                  | 0                  | КВК                  | 4                    | 0                    | СІ            | 0             | 0             | 33     | 6      |
| Усього за «Парму»   | Усього за «Парму»   | Усього за «Парму»   | 165       | 9         |                    | 30+                | 1                  |                      | 30                   | 0                    |               | 3             | 0             | 228    | 10     |
| 1996–97             | «П'яченца»          | A                   | 21+0      | 0         | КІ                 | 1                  | 0                  | -                    | -                    | -                    | -             | -             | -             | 22     | 0      |
| Усього за кар'єру   | Усього за кар'єру   | Усього за кар'єру   | 450       | 31        |                    | 65+                | 3+                 |                      | 34                   | 1                    |               | 3             | 0             | 552    | 35+    |

## Титули і досягнення
- Чемпіон Італії (2):

«Ювентус»: 1980-1981, 1985-1986
- Володар Міжконтинентального кубка (1):

«Ювентус»: 1985
- Володар Кубка Кубків УЄФА (1):

«Парма»: 1992-1993
- Володар Суперкубка УЄФА (1):

«Парма»: 1993
- Володар Кубка УЄФА (1):

«Парма»: 1994-1995